# Ceața (film din 2005)
Ceața (în engleză The Fog) este un film american de groază din 2005 regizat de Rupert Wainwright. Rolurile principale au fost interpretate de actorii Tom Welling, Maggie Grace și Selma Blair. Este o refacere a filmului omonim din 1980 regizat de John Carpenter.

## Distribuție
- Tom Welling - Nicholas "Nick" Castle
- Maggie Grace - Elizabeth Williams
- Selma Blair - Stevie Wayne
- DeRay Davis - Spooner
- Kenneth Welsh - Mayor Tom Malone
- Adrian Hough - Father Robert Malone
- Sonja Bennett - Mandi
- Sara Botsford - Kathy Williams
- Cole Heppell - Andy Wayne
- R. Nelson Brown - Machen
- Mary Black - Aunt Connie
- Jonathon Young - Dan the weatherman
- Meghan Heffern - Jennifer
- Alex Bruhanski - Hank Castle
- Matthew Currie Holmes - Sean Castle
- Rade Šerbedžija - Captain William Blake
- Christian Bocher - Patrick Malone
- Douglas H. Arthurs - David Williams
- Yves Cameron - Richard Wayne
- Charles André - Norman Castle